# 沙尔尼 (塞纳-马恩省)
沙尔尼（法語：Charny，法語發音：[ʃaʁni] ⓘ）是法国塞纳-马恩省的一个市镇，属于莫城区。

## 地理
沙尔尼（48°58'16"N, 2°45'44"E）面积12.54 平方千米，位于法国法蘭西島大區塞纳-马恩省，该省份为法国北部内陆省份，北起瓦兹省，西接埃松省、马恩河谷省、塞纳-圣但尼省和瓦兹河谷省，南至卢瓦雷省，东南接约讷省，东临马恩省和奥布省，东北接埃纳省。
与沙尔尼接壤的市镇（或旧市镇、城区）包括：圣梅姆、维勒鲁瓦、维南特、沙尔芒特赖、克莱-苏伊、马恩河畔弗雷讷、梅西。

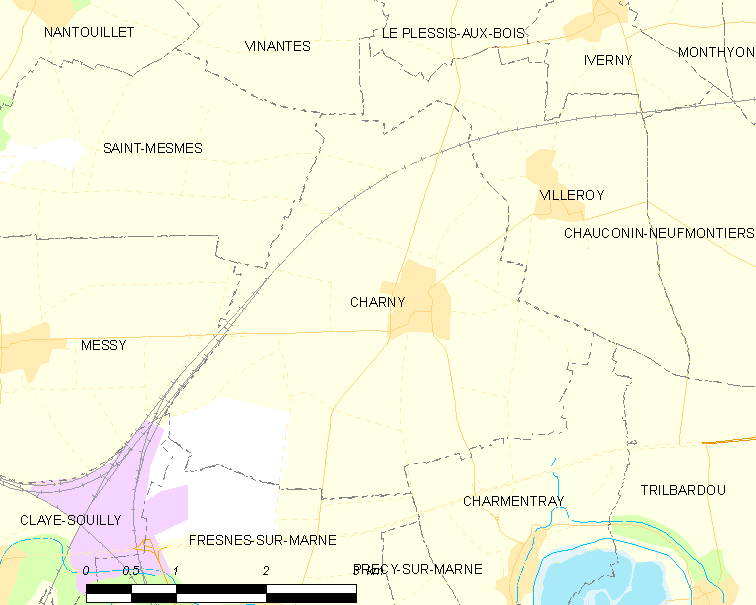
的OSM定位图

沙尔尼的时区为UTC+01:00、UTC+02:00（夏令时）。

## 行政
沙尔尼的邮政编码为77410，INSEE市镇编码为77095。

## 政治
沙尔尼所属的省级选区为克莱-苏伊县。

## 人口

1962-2008年间人口变化图示

沙尔尼于2022年1月1日时的人口数量为1584人。